# Бранислав Радишић
Бранислав Бане Радишић (Београд, 1953 — 29. фебруар 2024) био је српски уметник.

## Биографија
Радио је као новинар у ЈРТ, односно у Радио Београду. Каријеру је започео у „Индекс 202“. Од почетка 3. канала сарађивао као аутор емисијом „Радионица“. Његовом емисијом „Београде добар дан“ започело експериментално емитовање „НТВ Студио Б“ прве независне телевизије на просторима бивше Југославије. Био је новинар и сарадник у омладинској штампи (Омладинске новине, НОН) и уредник у неколико независних радио-станица. Први је „слободњак“ који је регистрован као слободњак у Удружењу новинара Југославије. Био је аутор најгледаније емисије у ЈРТ шеми под називом „У сну сан“ (једна пародија „Топ листе надреалиста“ посвећена је тој емисији).
Од 1992 година напушта новинарство и посвећује се уметности. Кратке приче објављиване су му у часопису „Репортер“. Драма у часопису „СЕНТ“ На кратко пише за лист „Демократија“ у време деветомартовских збивања док је у том листу сарађивао и Борислав Пекић.
Бави се сликарством, пише драме, прозу и поезију и сарађује са многим београдским уметницима те се због тога и дефинише као „тврдоглаво неспецијализован уметник“.

## Изложбе
- 2002 - „Главу горе“ (Београдска орнаментика и пластика) која је била представљена у Лондону, Довил[потребна одредница]у и Техеран
- 2003 - „Београдске гузе“, Срећна галерија СКЦ
- 2004 - „Воајерске ситуације“, Галерија СКЦ[1]
- 2006 - „Фетиш“, Галерија СКЦ .
- 2007 - "Ерос", Хала 1 Београдског сајма[2]
- 2007 - „Пин-ап фантазије“, New Moment Галерија Београд.
- 2010 - „Будоар“ Галерија Лофт & Будуар Београд
- 2011 - „Фото синафија 1" Галерија Лофт & Будуар Београд
- 2012 - CANON Прва награда - Србија
- 2012 - „Почетак" заједничка изложба
- 2013 - "Фотосинафија" - Галерија КУ ВУК - Београд,
- 2013 - Џез Музеј - Видео рад- Ноћ Музеја. Кућа краља Петра Београд
- 2015 - "Мој град" Галерија Библиотеке града Београда - Београд[3][4]
- 2016 - Уметничка колонија "Брод", заједничке изложбе, Жагубица, Трстеник, Крагујевац, Петровац на Млави, Нови сад;
- 2016 - Литерарни перформанс - Промоција ненаписаних дела - Библиотека Милутин Бојић - Београд;
- 2017 - "Les amoureux de Belgrade", Галерија "Прогрес" - Београд[5]
- 2017 - "Табу" (Taboo) Музеј Југословенске Кинотеке - Београд
- 2018 - "Вижн"  (Vision)  Музеј Југословенске Кинотеке - Београд